# 梅陶罗河
梅陶罗河（意大利语：Metauro；拉丁语：Metaurus或Mataurus）是意大利的一条河流。它发源于亚平宁山脉，向东流经109公里，在法诺附近注入亚得里亚海。
历史上在梅陶罗河畔发生过两次著名的战役：梅陶罗河战役（前207年）和法诺战役（271年）。

## 资料来源
- 本条目包含来自公有领域出版物的文本: Chisholm, Hugh (编).  (第11版). London: Cambridge University Press. 1911.